# Taddea da Carrara
Taddea da Carrara (Padova, ... – 1375) è stata una nobile italiana.

## Biografia
Era figlia di Jacopo I da Carrara, signore di Padova e di Elisabetta Gradenigo, figlia del doge di Venezia Pietro Gradenigo.

## Discendenza
Taddea sposò nel 1328 Mastino II della Scala, signore di Verona, dal quale ebbe sette figli:
- Verde (?-1394), sposò nel 1362 il marchese di Ferrara Niccolò II d'Este;
- Beatrice Regina (1333-1384), sposa di Bernabò Visconti;
- Paolo Alboino (1343-1375), signore di Verona assieme al fratello Cansignorio;
- Cangrande II (1332-1359), signore di Verona;
- Caterina;
- Altaluna;
- Cansignorio (1340-1375), signore di Verona assieme al fratello Paolo Alboino.